# Гастролёры (телесериал, США)
«Гастролёры», также известен как «Техкома́нда», «Доро́жная кома́нда» и «Закулисье» (англ. Roadies) — американский комедийно-драматический телесериал, созданный Кэмероном Кроу. Премьера шоу состоялась 26 июня 2016 года на телеканале Showtime.
16 сентября 2016 года сериал был отменён после одного сезона.

## Сюжет
Сюжет сериала вращается вокруг технической команды, сопровождающей известную рок-группу The Staton-House Band в гастрольном туре по всей стране.

## Актёрский состав

### Основной состав
- Люк Уилсон в роли Билла Хэнсона, тур-менеджера The Staton-House Band, успешной группы из Денвера.
- Карла Гуджино в роли Шелли Андерсон, руководителя тура.
- Имоджен Путс в роли Келли Энн, осветителя.
- Рэйф Сполл в роли Реджа Уайтхэда, финансового советника.
- Кейша Касл-Хьюз в роли Донны Манчини, оператора деки.
- Питер Кэмбор в роли Майло, настройщика бас-гитар.
- Колсон Бэйкер в роли Уэса, «гитары, люди и кофе».
- Рон Уайт в роли Фила, Короля Дорог.

### Второстепенный состав
- Катеро Алайн Колберт в роли Тома Стэтона, ведущего вокалиста The Staton-House Band.
- Танк Сэйд в роли Кристофера Хауса, гитариста и композитора The Staton-House Band.
- Рэйн Уилсон в роли Брайса Ньюмана, зацикленного на себе музыкального журналиста.
- Кристофер Бакус в роли Рика, бас-гитариста The Staton-House Band.
- Жаклин Байерс в роли Натали Шейн, поклонницы, которая становится девушкой Рика.
- Луис Гусман в роли Гуча, водителя автобуса техкоманды.
- Джой Уильямс в роли Джанин Беквит, бывшей девушки Кристофера, которой посвящена песня "Janine".

## Производство
Саундтрек состоит из инди-музыки, в сериале появляются и исполняют песни The Head and the Heart, Reignwolf, Линдси Бакингем, Lucius, Холзи и Phantogram.

## Отзывы критиков
На сайте-агрегаторе Rotten Tomatoes сериал держит 35% „свежести“, а критический консенсус сайта гласит: «Снисходительный и скучный тон „Гастролёров“, плохо прописанные персонажи и отсутствие драматической интриги ведёт к провалу шоу». На Metacritic первый сезон «Гастролёров» имеет рейтинг в 47 баллов, которые основаны на 30-ти „смешанных и средних“ рецензиях критиков.